# Menhir de Jægersborg
Le menhir de Jægersborg est un menhir situé près de Gentofte, au Danemark, à une quinzaine de kilomètres au nord de Copenhague.

## Situation
Il se dresse à environ cinq-cents mètres d'un pavillon de chasse (en) (Eremitageslottet) situé dans un parc connu sous le nom de Jægersborg Dyrehave.